# The Book of the Law
Il Liber AL vel Legis sub figura CCXX come dettato da XCIII=418 a DCLXVI, più conosciuto come Liber AL vel Legis o The Book of the Law (italianizzato come Il libro della legge) è un testo scritto da Aleister Crowley nel 1904. È il principale testo sacro della Thelema.
È un testo tripartito di natura spirituale e trascendentale che si fonda su un'unica legge la cui parola è thelema (in greco θέλημα, usata principalmente nella versione greca della Bibbia con significato di "volontà".)

## Storia
Sarebbe stato comunicato da un'entità preterumana, chiamata Aiwass, nell'aprile 1904 nelle date dell'8, 9 e 10. La comunicazione avrebbe avuto luogo attraverso Soror Ouarda (Rose Edith Kelly, moglie di Aleister Crowley), identificato dall'occultista britannico come il suo angelo guardiano.

## Contenuto
Si compone di tre capitoli ed ogni capitolo è l'espressione di una Divinità: Nuit, Hadit e Ra-Hoor-Khuit. Crowley ha descritto queste divinità come una "convenzione letteraria". Nuit è anche definito "Infinito Spazio di Infinite Stelle" e può essere individuato nel Tutto ed il Potenziale che ci circonda. Hadit è la fiamma che brucia nel cuore di ogni stella, ossia dentro ogni Uomo e Donna. Ra-Hoor-Khuit è il bambino coronato e conquistatore che deriva dall'unione di questi due principi.
Tale legge (talvolta vissuta come una filosofia di vita o una religione) si può riassumere in tre versi dello stesso Libro, che designano il conseguimento stesso:
- Fai ciò che vuoi sarà tutta la legge;
- Amore è la legge, amore sotto la volontà;
- Non vi è altra legge oltre Fai ciò che vuoi.

La prima frase ricorda la proposizione di sant'Agostino d'Ippona "Ama e fa' ciò che vuoi".

## Influenza culturale
Nel romanzo grafico V for Vendetta Alan Moore cita la frase di Crowley (ed altre dello stesso come Vi Veri Veniversum Vivus Vici) "Fai ciò che vuoi sarà tutta la legge", nella variante "Fai come ti pare, Eve. È questa l'unica legge", messa in bocca al personaggio di V per descrivere la fase propedeutica all'anarchia. La citazione è assente nell'omonimo adattamento cinematografico.